# Antechinus godmani
El antequino de Godman (Antechinus godmani) es una especie de marsupial dasiuromorfo de la familia Dasyuridae endémica del noreste de Queensland (Australia).